# Мессьє 32

Мессьє 32 (NGC 221) — карликова еліптична галактика в сузір'ї Андромеди, супутник галактики Андромеди M31. Відкрита 29 жовтня 1749 Ле Жантілем (фр. Le Gentil).
Була класифікована Хабблом як зразок галактики E2.
M32 містить надмасивну чорну діру. Її маса, за оцінками, лежить між 1,5 і 5 мільйонів M☉.

## Спостереження

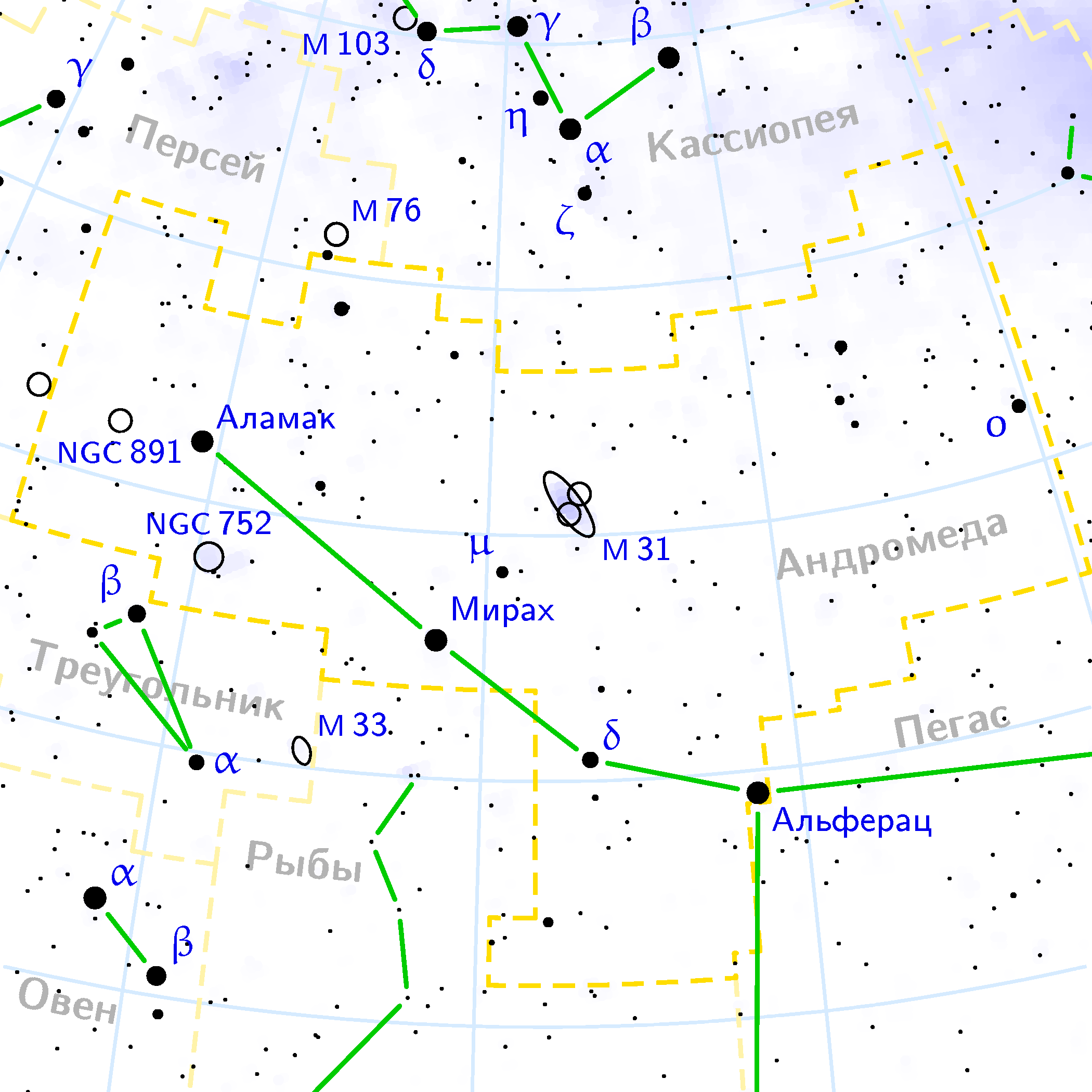
М32 — супутник Туманності Андромеди

Ця дуже невелика, але досить яскрава еліптична галактика — перша незвичайна деталь, яку зазвичай спостерігають, розглядаючи околиці «Туманності Андромеди» (об'єкта # 31 з каталогу Мессьє). Дифузна природа М32 помітна вже в досить скромний телескоп з апертурою від 100 мм, яка розташована приблизно на пів градуса на південь від центру М31. У більші аматорські телескопи у М32 виділяється майже зіркоподібне ядро й компактне, трохи овальне гало, яскравість якого плавно спадає.

### Сусіди по небу з каталогу Мессьє
- Величезна «Туманність Андромеди» — надгігантська спіральна галактика, фізичним супутником якої М32 і є;
- М110 — ще одна галактика, також супутник М31, яка розташована по іншу сторону від М32, вона витягнута і не така яскрава.

М32 може служити відмінним орієнтиром для пошуку спостережень кулястого скупчення G156. Це скупчення належить галактиці М31 і має яскравість 15,6m. Для його спостереження знадобиться інструмент апертурою від 400 мм. Для того, щоб знайти його, потрібно зміститися з центру М32 на північно-північно-захід до найближчої зірки 9,3m, від неї за одну кутову мінуту на захід і розташоване зіркоподібне G156.

### Послідовність спостереження в «Марафоні Мессьє»
… М77 → М31 →М32 → М110 → М33 …